# Agelena limbata
Agelena limbata es una especie de araña del género Agelena, familia Agelenidae. Fue descrita científicamente por Thorell en 1897.

## Distribución
Esta especie se encuentra en China, Birmania y Laos.